# Обедзіно-Гурне
Обедзіно-Гурне (пол. Obiedzino Górne) — село в Польщі, у гміні Голимін-Осьродек Цехановського повіту Мазовецького воєводства. Населення — 95 осіб (2011).
У 1975—1998 роках село належало до Цехановського воєводства.

## Демографія
Демографічна структура станом на 31 березня 2011 року:
|          | Загалом | Допрацездатний вік | Працездатний вік | Постпрацездатний вік |
| -------- | ------- | ------------------ | ---------------- | -------------------- |
| Чоловіки | 45      | 9                  | 29               | 7                    |
| Жінки    | 50      | 13                 | 29               | 8                    |
| Разом    | 95      | 22                 | 58               | 15                   |